# 国際稲研究所
国際稲研究所（こくさいいねけんきゅうしょ、IRRI, 英語：International Rice Research Institute）は、フィリピンのマニラから南東65kmのロスバニョス (Los Baños) に所在する国際農業研究協議グループ（CGIAR）傘下の農業研究機関。以下の記述では、略称IRRIを用いる。

## 概要
IRRIはアジアでは最も古く、最大の国際農業研究所である。アジアとアフリカの14カ国に出先機関を置き、イネに関する研究と教育を行う機関である。
1960年にフィリピン政府およびフォード財団・ロックフェラー財団の協力によって設立された。IRRIで育成されたイネの品種は名称として、'IR'番号がつけられている。1966年に育成された'IR-8'は、台湾在来品種「低脚烏尖」（Dee-geo-woo-gen／ていきゃくうせん）に由来する半矮性遺伝子を持ち、高収量性を示した。この成果は、コムギ半矮性品種の育成の成果と併せて、「緑の革命」をもたらす元となった。1971年に国際農業研究協議グループが結成されると、その傘下研究機関となった。
IRRIの研究使命は、貧困と飢餓の撲滅、稲作農民と消費者の健康増進、持続可能な稲作技術の確立となっている。IRRIの本部は、フィリピン大学ロスバニョス校に隣接し、研究設備・研修宿泊設備・252haの実験圃場を備えている。